# MAKI II
『MAKI II』（マキ・ツー）は、浅川マキの通算2枚目のアルバム。1971年9月5日に東芝音楽工業 - EXPRESS・レーベル（現：ユニバーサルミュージック合同会社内EMIレコーズ・ジャパンレーベル）より発売された。

## 概要
- 日本的情感のニュアンスが強かった前作『浅川マキの世界』のイメージと異なり、ジャズ、ブルース、ゴスペルなどに流れるスピリチュアルな波動に共振しながら、彼女が自立した音楽活動を創り出していること、そしてその世界が本質的なパワーを持ったものであることを、このアルバムは教えてくれている。[1]
- 「朝日のあたる家」のみ、ライブ録音。
- タイトルは『MAKI II』以外に、『浅川マキ II』とも表記される。
- 歌詩カードは浅川マキ本人による直筆の歌詩が印刷されている。
- オリジナルLP盤には、東芝の当時の高音質規格「PTS-DX-CLEAR SOUND SX-68（PTS-Ⅱ方式）」のシールがジャケットに貼付してある物とない物とがある。
  - （なお「PTS-DX-CLEAR SOUND SX-68（PTS-Ⅱ方式）」とは、1971年〜72年頃に東芝が採用していた技術で、この効果で歪みが少ないクリアな音となり、高域の抜けも良くなるというものである。[2]）
- 1992年に、東芝EMI及びアルファレコードの “音蔵シリーズ” の一枚として初CD化。
- 2011年1月に、本作を含む70年代アルバム10作、6月に80年代のアルバム14作がデジタルリマスタリングされた音源に、オリジナルレコード（LP盤）の歌詩カード（一部の作品に例外、及び色や紙質などの差異あり）、レコードレーベルを再現した、紙ジャケット仕様で復刻（初CD化作品含む）。
  - 但し、帯は紙ジャケットシリーズで新たにデザインされたものに統一され、オリジナルレコード帯は再現されていない。また『WHO'S KNOCKING ON MY DOOR』（1983年）以降はオリジナルレコード盤に元々帯がなく、帯代わりのステッカー（シール）が添付されていたが、こちらも再現されていない。
- 2011年に発売した紙ジャケット盤は、スキャン元のオリジナルレコードジャケットにシミが発生していたため、裏ジャケット下部に何箇所か点ジミが修正されることなく、そのまま印刷されている。
- 2016年3月23日、ユニバーサルミュージックより限定アナログLP盤発売。規格品番：UPJY9027 (JAN 4988031135006)。

## 収録曲

### Side A
1. 少年
  - 作詩[3]・作曲：浅川マキ／編曲：山木幸三郎

4thシングル（A面）として、このアルバム発売から翌月10月にシングル・カット。
シングル盤の歌詩カード部分には浅川マキ直筆の歌詩が印刷された。
2. 眠るのがこわい
  - 作詩：寺山修司／作曲：下田逸郎／編曲：山木幸三郎
3. ジン ハウス ブルース 　GIN HOUSE BLUES
  - 日本語詩：浅川マキ／作曲：Henry Troy - Fletcher H. Henderson／編曲：山木幸三郎

JASRACデータベース上では、作詞：Henry Fletcher Henderson／作曲：Henry Troy と登録[4]。
4. 花いちもんめ
  - 作詩：寺山修司／作曲・編曲：山木幸三郎
5. ゴビンダ（英語版）　GOVINDA
  - 作詩・作曲：TRADITIONAL（PD）

JASRACデータベース上では、外国作品／出典：Z (各種参考資料)、
作品コード：0O7-0897-8 GOVINDA /ORIGINAL/ と登録[4]。
ジョージ・ハリスン系列の作品で、インド音楽に接近していた頃の作品[5][6]。
サンスクリット語で唄われている。
  -     - フリギア旋法のフリジアン・ドミナント（英語版、ドイツ語版）が用いられている[7][8]。
    - 4⁄4拍子 () を基本に2⁄4拍子、3⁄4拍子が混在する複雑な拍節で構成される曲。
6. 少年（Part II）
  - 作詩・作曲：浅川マキ／編曲：山木幸三郎

### Side B
1. めくら花
  - 作詩：藤原利一／作曲：浅川マキ／編曲：山木幸三郎

4thシングル（B面）として、このアルバム発売から翌月10月にシングル・カット。
シングル盤の歌詩カード部分には浅川マキ直筆の歌詩が印刷された。
2. 雪の海
  - 作詩：喜多条忠／作曲・編曲：山木幸三郎

歌詩カードで「雪」が「雪」の字体で書かれている[9]。
3. 港の彼岸花
  - 作詩：浅川マキ／補作詩：なかにし礼／作曲：鈴木薫／編曲：山木幸三郎

3rdシングル（A面）。未表記だが、アルバム・ヴァージョンで収録。シングル・ヴァージョンとでは歌唱テイクが異なる。
4. あたしが娼婦になったなら
  - 作詩：寺山修司／作曲・編曲：山木幸三郎

「わたしが娼婦になったなら」、「私が娼婦になったなら」との表記もある。
JASRACデータベース上では、内国作品／出典：PO(出版者作品届)、
作品コード：095-2427-4 あたしが娼婦になったなら と登録[4]。
5. ゴー ダウン モーゼ　GO DOWN MOSES
  - 作詩・作曲：TRADITIONAL（PD）（黒人霊歌）／編曲：山木幸三郎

JASRACデータベース上では、外国作品／出典：Z (各種参考資料)、
作品コード：0O5-7962-1 GO DOWN MOSES /ORIGINAL/ と登録[4]。
「行け　モーゼ」との日本語タイトルも存在する[4]。
6. 朝日のあたる家　THE HOUSE OF THE RISING SUN
  - 日本語詩：浅川マキ／作詩・作曲：TRADITIONAL（PD）

1971年6月15日、新宿・花園神社にて収録。
「朝日楼」とも表記される。
JASRACデータベース上では、内国作品／出典：PO (出版者作品届)、
作品コード：000-9581-8 朝日楼 と登録[4]。
※本作は『MAKI LIVE』にも「朝日楼」というタイトルで収録されるが、スタジオ録音された音源は存在しない。

## クレジット

### 演奏者
- 浅川マキ - Vocals
- 山木幸三郎 - Arranger
- 今田勝 - Piano(Tr.02、03、06、09、10)、Organ(Tr.04、11)
- 飯吉肇 - Piano(Tr.01)
- 江草啓介 - Piano(Tr.07)、Organ(Tr.05)
- 久富ひろむ - Organ(Tr.06、09)
- 栗林実 - Organ(Tr.07)
- 中牟礼貞則 - Acoustic Guitar(Tr.03)、Electric Guitar(Tr.02、04、06、09、10、11)
- 秋山実 - Electric Guitars(Tr.01)
- 成毛滋 - Electric Guitar(Tr.07)
- 野口武義 - Electric Guitar(Tr.07、08)
- 瀬谷福太郎 - Electric Guitar(Tr.08)
- 萩原信義 - Acoustic Guitar(Tr.12)
- 杉浦芳博 - Acoustic Guitar(Tr.12)
- 荒川康男 - Electric Bass(Tr.01)
- 寺川正興 - Electric Bass(Tr.02、03、04、06、09、10、11)
- 江藤勲 - Electric Bass(Tr.05、07、08)
- 田畑貞一 - Drums(Tr.01)
- モト・野村 - Drums(Tr.02、03、04、06、09、10、11)
- つのだ・ひろ - Drums(Tr.05、07、08)
- 宮本勲 - Percussion(Tr.05)
- 川原正美 - Percussion(Tr.05)
- 川原直美 - Percussion(Tr.05)
- 南里文雄 - Trumpet(Tr.03)
- 村田文治 - Trumpet(Tr.02、06、09)
- 羽鳥幸次 - Trumpet(Tr.02、06、09、10)
- 片岡輝彦 - Trombone(Tr.02、06、09、10)
- 上高政通 - Trombone(Tr.02)
- 戸倉誠一 - Trombone(Tr.02)
- 青木 武 - Trombone(Tr.02)
- 市原宏祐 - Tenor Saxophone(Tr.04、10)、Alto Saxophone(Tr.06、09)
- 砂原俊三 - Baritone Saxophone(Tr.10)
- 玉木宏樹 - Violin(Tr.01)
- 風間文彦 - Pianica(Tr.01)
- 寺口譲 - Pianica(Tr.06)、Harmonica(Tr.09)
- 原田実 - Harmonica(Tr.08)
- 望月太八 - Flute(Tr.02)
- 横田年昭 - Flute(Tr.04)
- 上原陽子 - Sitar(Tr.05)
- ゴビンダーズ - Chorus(Tr.05)
- セントラル・チャーチ・コワイア - Male Chorus(Tr.11)
- アカデミア・チェロ・クァルテット(Tr.01)

### スタッフ
- 寺本幸司 - Producer
- 渋谷森久 - Director
- 森知明 - Recording Engineer
- 田村仁 - Photographer
- 周東圀夫 - Designer

## 発売形態
| 形態 | 発売日         | 品番                         | 発売元                    | 備考 |
| ---- | -------------- | ---------------------------- | ------------------------- | --- |
| LP   | 1971年09月05日 | ETP-8117                     | 東芝音楽工業              | オリジナル発売日。「PTS-DX-CLEAR SOUND SX-68」シールがジャケットに貼付してあるものとないもがある。                                                 |
| LP   | 1975年04月20日 | ETP-7205                     | 東芝EMI                   | 【LP再発】帯は東芝EMI統一の写真入黒帯。￥2300盤 |
| LP   | 2016年03月23日 | UPJY9027 (JAN 4988031135006) | ユニバーサルミュージック  | 【LP限定再発】￥3888盤 |
| CT   |                | ZA-1184                      | 東芝音工業                | レコード及びCDとはジャケット違い、曲順違い。 |
| CD   | 1992年07月22日 | TOCT-6557                    | 東芝EMI                   | 【初CD化】 音蔵シリーズの1枚として。ジャケットに、オリジナルレコード盤に貼付してあった「PTS-DX-CLEAR SOUND SX-68」シールがそのまま印刷されている。 |
| CD   | 2011年01月21日 | TOCT-27042                   | EMIミュージック・ジャパン | 【CD再発】※完全限定生産盤 2011年デジタルリマスタリング/紙ジャケット仕様。裏ジャケ下部に点ジミが印刷されている。                                    |